# 2020-as labdarúgó-Európa-bajnokság (selejtező – D csoport)
A 2020-as labdarúgó-Európa-bajnokság selejtezőjének D csoportjának mérkőzéseit tartalmazó lapja.
A csoportban öt válogatott, Svájc, Dánia, Írország, Grúzia és Gibraltár szerepelt. Az első két helyezett, Svájc és Dánia kijutott az Európa-bajnokságra. Írország és Grúzia a Nemzetek Ligájában elért eredménye alapján pótselejtezőre került.

## Tabella
| Hely. | Csapat    | M | Gy | D | V | G+ | G– | Gk  | P  | Továbbjutás                                     |  | SUI | DEN | IRL | GEO | GIB |
| ----- | --------- | - | -- | - | - | -- | -- | --- | -- | ----------------------------------------------- |  | --- | --- | --- | --- | --- |
| 1.    | Svájc     | 8 | 5  | 2 | 1 | 19 | 6  | +13 | 17 | Kijutott a 2020-as labdarúgó-Európa-bajnokságra |  | —   | 3–3 | 2–0 | 1–0 | 4–0 |
| 2.    | Dánia     | 8 | 4  | 4 | 0 | 23 | 6  | +17 | 16 | Kijutott a 2020-as labdarúgó-Európa-bajnokságra |  | 1–0 | —   | 1–1 | 5–1 | 6–0 |
| 3.    | Írország  | 8 | 3  | 4 | 1 | 7  | 5  | +2  | 13 | Pótselejtezőre került                           |  | 1–1 | 1–1 | —   | 1–0 | 2–0 |
| 4.    | Grúzia    | 8 | 2  | 2 | 4 | 7  | 11 | −4  | 8  | Pótselejtezőre került                           |  | 0–2 | 0–0 | 0–0 | —   | 3–0 |
| 5.    | Gibraltár | 8 | 0  | 0 | 8 | 3  | 31 | −28 | 0  |                                                 |  | 1–6 | 0–6 | 0–1 | 2–3 | —   |

## Mérkőzések
A csoportok sorsolását 2018. december 2-án tartották Dublinban. A menetrendet az UEFA még ugyanazon a napon közzétette. Az időpontok közép-európai idő szerint, zárójelben helyi idő szerint értendők.
| 2019. március 23. 15:00 (18:00 UTC+4) |

| Grúzia | 0–2               | Svájc                 |
| ------ | ----------------- | --------------------- |
|        | (0–0) Jegyzőkönyv | Zuber 56' Zakaria 80' |

| Borisz Paicsadze Stadion, Tbiliszi Játékvezető: Craig Pawson (angol) |

| 2019. március 23. 18:00 |

| Gibraltár | 0–1               | Írország     |
| --------- | ----------------- | ------------ |
|           | (0–0) Jegyzőkönyv | Hendrick 49' |

| Victoria Stadion, Gibraltár Játékvezető: Anastasios Papapetrou (görög) |

| 2019. március 26. 20:45 (19:45 UTC±0) |

| Írország      | 1–0               | Grúzia |
| ------------- | ----------------- | ------ |
| Hourihane 36' | (1–0) Jegyzőkönyv |        |

| Aviva Stadion, Dublin Játékvezető: Serdar Gözübüyük (holland) |

| 2019. március 26. 20:45 |

| Svájc                            | 3–3               | Dánia                                        |
| -------------------------------- | ----------------- | -------------------------------------------- |
| Freuler 19' Xhaka 66' Embolo 76' | (1–0) Jegyzőkönyv | M. Jørgensen 84' Gytkjær 88' Dalsgaard 90+3' |

| St. Jakob-Park, Bázel Játékvezető: Damir Skomina (szlovén) |

| 2019. június 7. 18:00 (20:00 UTC+4) |

| Grúzia                                               | 3–0               | Gibraltár |
| ---------------------------------------------------- | ----------------- | --------- |
| Gvilia 30' Papunashvili 59' Arveladze 76' (11-esből) | (1–0) Jegyzőkönyv |           |

| Borisz Paicsadze Stadion, Tbiliszi Játékvezető: Antti Munukka (finn) |

| 2019. június 7. 20:45 |

| Dánia        | 1–1               | Írország  |
| ------------ | ----------------- | --------- |
| Højbjerg 76' | (0–0) Jegyzőkönyv | Duffy 85' |

| Parken Stadion, Koppenhága Játékvezető: Cüneyt Çakır (török) |

| 2019. június 10. 20:45 |

| Dánia                                                                | 5–1               | Grúzia          |
| -------------------------------------------------------------------- | ----------------- | --------------- |
| Dolberg 13' 63' Eriksen 30' (11-esből) Poulsen 73' Braithwaite 90+3' | (2–1) Jegyzőkönyv | Lobzhanidze 25' |

| Parken Stadion, Koppenhága Játékvezető: Robert Schörgenhofer (osztrák) |

| 2019. június 10. 20:45 (19:45 UTC+1) |

| Írország                             | 2–0               | Gibraltár |
| ------------------------------------ | ----------------- | --------- |
| J. Chipolina 29' (öngól) Brady 90+3' | (1–0) Jegyzőkönyv |           |

| Aviva Stadion, Dublin Játékvezető: Radu Petrescu (román) |

| 2019. szeptember 5. 20:45 |

| Gibraltár | 0–6               | Dánia                                                                     |
| --------- | ----------------- | ------------------------------------------------------------------------- |
|           | (0–2) Jegyzőkönyv | Skov 6' Eriksen 34' (11-esből) 50' (11-esből) Delaney 69' Gytkjær 73' 78' |

| Victoria Stadion, Gibraltár Játékvezető: Jonathan Lardot (belga) |

| 2019. szeptember 5. 20:45 (19:45 UTC+1) |

| Írország       | 1–1               | Svájc     |
| -------------- | ----------------- | --------- |
| McGoldrick 85' | (0–0) Jegyzőkönyv | Schär 74' |

| Aviva Stadion, Dublin Játékvezető: Carlos del Cerro Grande (spanyol) |

| 2019. szeptember 8. 18:00 (20:00 UTC+4) |

| Grúzia | 0–0         | Dánia |
| ------ | ----------- | ----- |
|        | Jegyzőkönyv |       |

| Borisz Paicsadze Stadion, Tbiliszi Játékvezető: François Letexier (francia) |

| 2019. szeptember 8. 18:00 |

| Svájc                                                  | 4–0               | Gibraltár |
| ------------------------------------------------------ | ----------------- | --------- |
| Zakaria 37' Mehmedi 43' Rodríguez 45+4' Gavranović 87' | (3–0) Jegyzőkönyv |           |

| Stade Tourbillon, Sion Játékvezető: Pavel Orel (cseh) |

| 2019. október 12. 15:00 (17:00 UTC+4) |

| Grúzia | 0–0         | Írország |
| ------ | ----------- | -------- |
|        | Jegyzőkönyv |          |

| Borisz Paicsadze Stadion, Tbiliszi Játékvezető: Marco Guida (olasz) |

| 2019. október 12. 18:00 |

| Dánia       | 1–0               | Svájc |
| ----------- | ----------------- | ----- |
| Poulsen 84' | (0–0) Jegyzőkönyv |       |

| Parken Stadion, Koppenhága Játékvezető: Alekszej Kulbakov (fehérorosz) |

| 2019. október 15. 20:45 |

| Gibraltár                     | 2–3               | Grúzia                                     |
| ----------------------------- | ----------------- | ------------------------------------------ |
| Casciaro 66' R. Chipolina 74' | (0–2) Jegyzőkönyv | Kharaishvili 10' Kankava 21' Kvilitaia 84' |

| Victoria Stadion, Gibraltár Játékvezető: Paolo Valeri (olasz) |

| 2019. október 15. 20:45 |

| Svájc                             | 2–0               | Írország |
| --------------------------------- | ----------------- | -------- |
| Seferović 16' Duffy 90+3' (öngól) | (1–0) Jegyzőkönyv |          |

| Stade de Genève, Genf Játékvezető: Szymon Marciniak (lengyel) |

| 2019. november 15. 20:45 |

| Dánia                                                      | 6–0               | Gibraltár |
| ---------------------------------------------------------- | ----------------- | --------- |
| Skov 12' 64' Gytkjær 47' Braithwaite 51' Eriksen 85' 90+3' | (1–0) Jegyzőkönyv |           |

| Parken Stadion, Koppenhága Játékvezető: Vad István (magyar) |

| 2019. november 15. 20:45 |

| Svájc     | 1–0               | Grúzia |
| --------- | ----------------- | ------ |
| Itten 77' | (0–0) Jegyzőkönyv |        |

| Kybunpark, Sankt Gallen Játékvezető: Danny Makkelie (holland) |

| 2019. november 18. 20:45 |

| Gibraltár  | 1–6               | Svájc                                                       |
| ---------- | ----------------- | ----------------------------------------------------------- |
| Styche 74' | (0–1) Jegyzőkönyv | Itten 10' 84' Vargas 50' Fassnacht 57' Benito 75' Xhaka 86' |

| Victoria Stadion, Gibraltár Játékvezető: Benoît Millot (francia) |

| 2019. november 18. 20:45 (19:45 UTC±0) |

| Írország    | 1–1               | Dánia           |
| ----------- | ----------------- | --------------- |
| Doherty 85' | (0–0) Jegyzőkönyv | Braithwaite 73' |

| Aviva Stadion, Dublin Játékvezető: Felix Brych (német) |